# St. Bartholomäus (Nürnberg-Wöhrd)

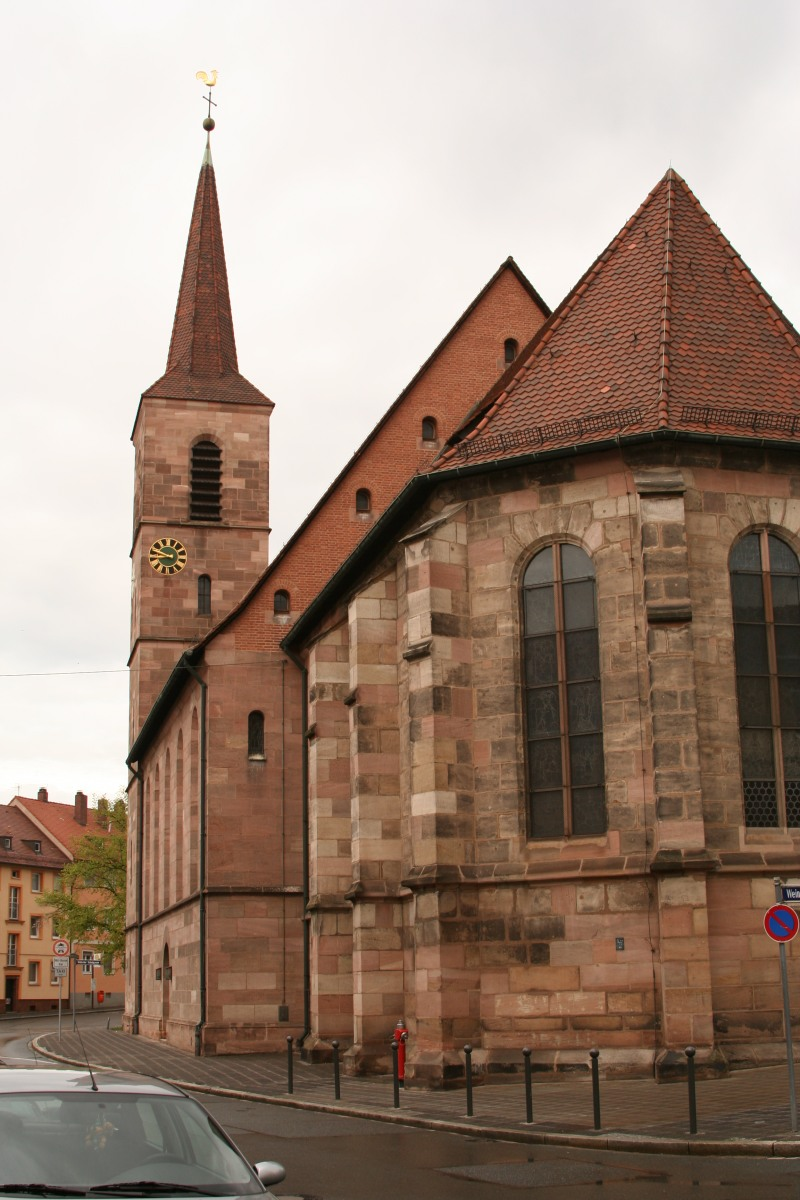
St. Bartholomäus in Wöhrd

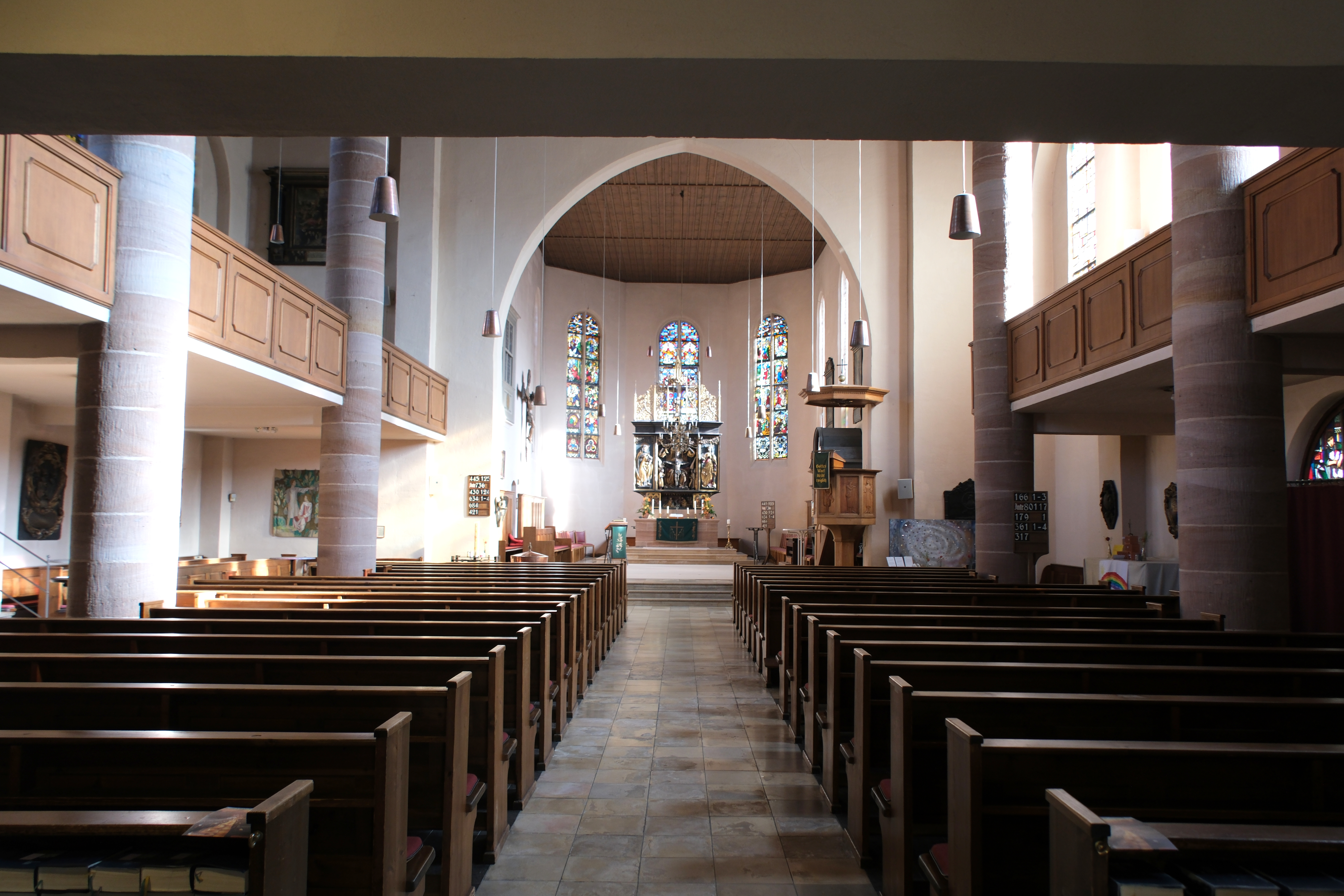
Innenansicht von St. Bartholomäus in Wöhrd

St. Bartholomäus in Nürnberg-Wöhrd ist ein Kirchengebäude der Evangelisch-Lutherischen Kirche in Bayern. Die ursprüngliche Kirche wurde zwischen 1396 und 1418 erbaut.

## Geschichte
Die Ursprünge des Kirchengebäudes sind auf eine Kirche aus dem 14./15. Jahrhundert zurückzuführen, die von den Burggrafen Friedrich VI. und Johann III. (1397 bis 1420) zwischen 1396 und 1418 erbaut wurde. Diese Kirche wurde im Zweiten Markgrafenkrieg 1552 mit dem Ort Wöhrd niedergebrannt, damit der Feind keinen Schutz vor den Mauern der Stadt Nürnberg finden konnte.
Mit einem Kirchenneubau wurde im Jahre 1557 auf Initiative des Wöhrder Richters Hieronymus Köler begonnen. Der neue Chor wurde auf den Fundamenten des Vorgängerbaus errichtet, Baumeister war Michael Klingenbeck. In den Jahren 1560 bis 1562 wurden Langhaus und Turm errichtet. Baumeister war Sixt Schürle. Die Kirche wurde im Jahre 1564 eingeweiht; 1569 wurde eine Empore eingebaut.
Im Dreißigjährigen Krieg lag Wöhrd geschützt hinter den Schwedenschanzen und wurde weitgehend von den Kriegsauswirkungen verschont. Durch Renovierungen in den Jahren 1679 im barocken Stil und 1835 im neogotischen Stil wurde die Kirche stark verändert. Karl Alexander Heideloff ließ 1835 die Bodengrabsteine schwedischer Offiziere aus dem Dreißigjährigen Krieg und die von Exulanten aus den habsburgischen Ländern und der Oberpfalz entfernen.
Im Zweiten Weltkrieg brannte die Kirche total aus; sie wurde 1943 bis auf die Umfassungsmauern des Chors und Reste der Langhauswände zerstört. Die Kirche wurde in den Jahren 1955/56 unter Regierungsoberbaurat Gottlieb Schwemmer durch Neubau eines dreischiffigen Langhauses in enger Anlehnung an den Vorgängerbau, aber mit verändertem Innenraum, wieder aufgebaut. Der Langhaussaal wird überspannt von einer hölzernen Flachdecke.

## Baubeschreibung
Die Kirche ist in der Liste der Baudenkmäler in den Nürnberger Stadtteilen Wöhrd und Rennweg als Baudenkmal unter der Aktennummer D-5-64-000-2191 aufgeführt:
Flachgedeckte Saalkirche aus Sandsteinquadern und Ziegelmauerwerk mit Satteldach, auf Fundamenten des Vorgängerbaus von 1396–1418, erneuert um 1557–64, von diesem Bau Chor und Südwestturm erhalten, wesentliche Umbauten um 1835 unter Karl Alexander Heideloff und um 1886, nach Zerstörung 1943 Wiederaufbau 1955/56; mit Ausstattung
Zur erhaltenen Innenausstattung zählt ein spätgotischer Flügelaltar aus der Werkstatt des Wolf Traut (1501 bis 1503), der von Johann Löffelholz und dessen Frau Katharina Dintner wahrscheinlich für die ehemalige Augustinerkirche gestiftet worden war. Der Altar wurde im Jahre 1564 nach Wöhrd gebracht und im Jahre 1701 „umgeformt“: Die Kirchenväter auf den Predellenflügeln wurden mit Brustbildern der vier Evangelisten übermalt. Unter der Tucher-Loge links im Chor findest sich das Bronzeepitaph von Philipp Jakob III. Tucher.

## Orgeln

### Hauptorgel

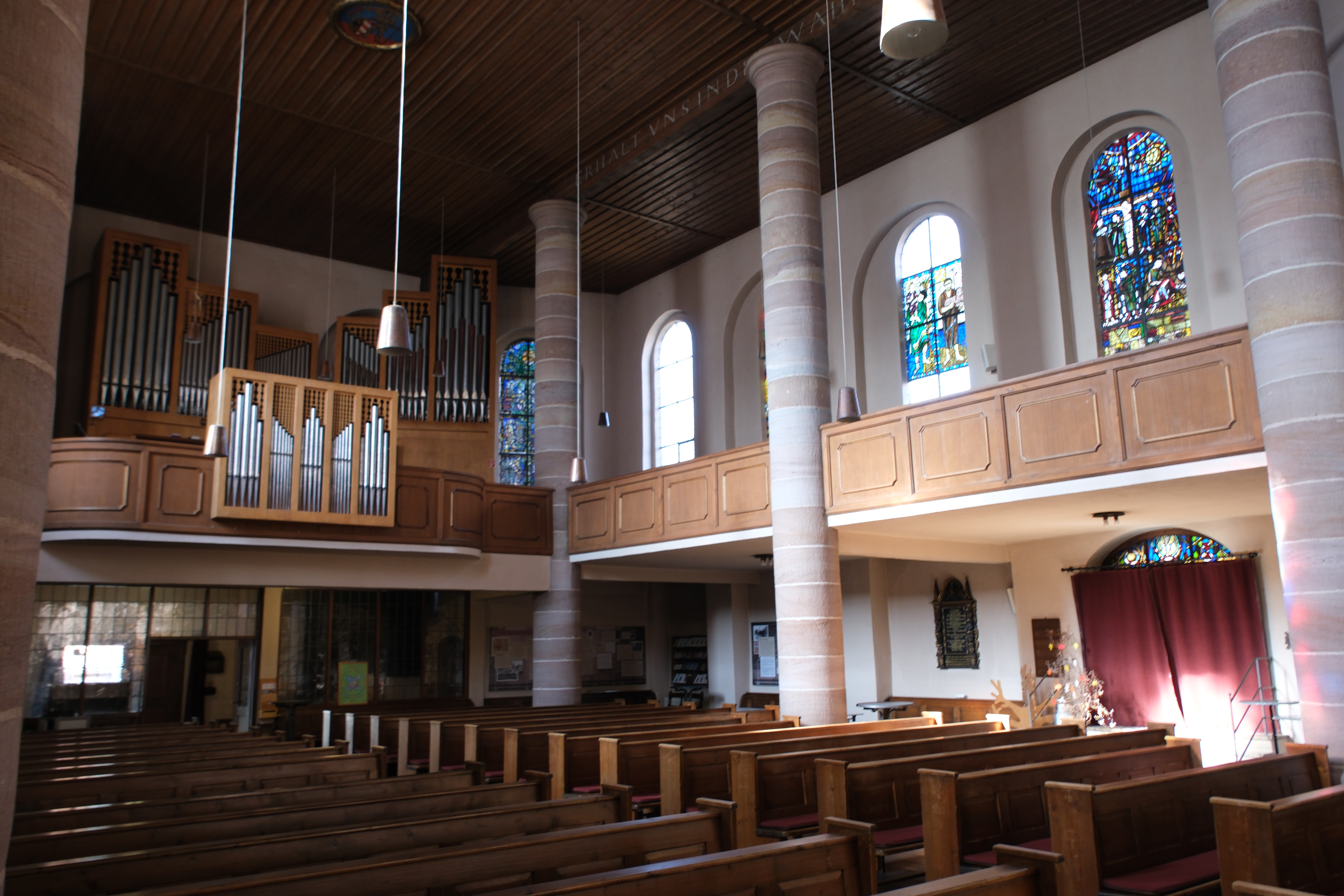
Empore mit Hauptorgel

Nach der Zerstörung der historischen Orgel des Orgelmachers Adam Ernst Reichard aus dem Jahr 1702 (er war ab 1715 im Amt des Stadtorgelmachers) erfolgte 1961 ein Orgelneubau durch den Orgelbauer Gerhard Schmid, Kaufbeuren. Diese vom Wöhrder Photokaufmann Hanns Porst gespendete Orgel wurde 1999/2000 durch den Orgelbauer Benedikt Friedrich, Oberasbach, erweitert und umgebaut.

#### Disposition seit 2000
| I Rückpositiv C–g3 |              |       |
|                    | Holzgedackt  | 8′    |
|                    | Prästant     | 4′    |
|                    | Rohrquintade | 4′    |
|                    | Kleinpommer  | 2′    |
|                    | Sifflöte     | 1 ⁄3′ |
|                    | Cymbel III   | 1⁄2′  |
|                    | Krummhorn    | 8′    |
|                    | Tremulant    |       |

| II Hauptwerk C–g3 |             |       |
|                   | Gedackt     | 16′   |
|                   | Prinzipal   | 08′   |
|                   | Spitzflöte  | 08′   |
|                   | Oktave      | 04′   |
|                   | Koppelflöte | 04′   |
|                   | Gemsquinte  | 2 ⁄3′ |
|                   | Oktave      | 02′   |
|                   | Mixtur V    | 1 ⁄3′ |
|                   | Trompete    | 08′   |

| III Schwellwerk C–g3 |              |        |
|                      | Rohrflöte    | 08′    |
|                      | Weidenpfeife | 08′    |
|                      | Prinzipal    | 04′    |
|                      | Flöte        | 04′    |
|                      | Nasat        | 2 ⁄3′  |
|                      | Blockflöte   | 02′    |
|                      | Terz         | 1 3⁄5′ |
|                      | Oktave       | 01′    |
|                      | Scharf V     | 01′    |
|                      | Dulcian      | 16′    |
|                      | Oboe         | 08′    |
|                      | Tremulant    |        |

| Pedal C–f1 |             |         |
|            | Subbass     | 16′     |
|            | Großquint   | 10 2⁄3′ |
|            | Oktave      | 08′     |
|            | Gedackt     | 08′     |
|            | Choralbass  | 04′     |
|            | Gemshorn    | 04′     |
|            | Rohrpfeife  | 02′     |
|            | Rauschbass  | 5 1⁄3′  |
|            | Larigot     | 1 ⁄3′   |
|            | Posaune     | 16′     |
|            | Trompetbass | 08′     |

- Koppeln: I/II, III/II, I/P, II/P, III/P
- Spielhilfen: 2 freie Kombinationen, Tutti, Zungen ab, Setzeranlage

#### Disposition 1961–1999 nach Fischer/Wohnhaas
| I Rückpositiv C–g3 |              |       |
|                    | Holzgedackt  | 8′    |
|                    | Prästant     | 4′    |
|                    | Rohrquintade | 4′    |
|                    | Kleinpommer  | 2′    |
|                    | Sifflöte     | 1 ⁄3′ |
|                    | Cymbel III   | 1⁄2′  |
|                    | Krummhorn    | 8′    |
|                    | Tremulant    |       |

| II Hauptwerk C–g3 |             |       |
|                   | Gedackt     | 16′   |
|                   | Prinzipal   | 08′   |
|                   | Spitzflöte  | 08′   |
|                   | Oktave      | 04′   |
|                   | Koppelflöte | 04′   |
|                   | Gemsquinte  | 2 ⁄3′ |
|                   | Oktave      | 02′   |
|                   | Mixtur V    | 1 ⁄3′ |
|                   | Trompete    | 08′   |

| III Schwellwerk C–g3 |              |        |
|                      | Rohrflöte    | 08′    |
|                      | Weidenpfeife | 08′    |
|                      | Prinzipal    | 04′    |
|                      | Nasat        | 2 ⁄3′  |
|                      | Blockflöte   | 02′    |
|                      | Terz         | 1 3⁄5′ |
|                      | Oktave       | 01′    |
|                      | None         | 8⁄9′   |
|                      | Scharf V     | 01′    |
|                      | Dulcian      | 16′    |
|                      | Schalmey     | 04′    |
|                      | Tremulant    |        |

| Pedal C–f1 |                |         |
|            | Subbass        | 16′     |
|            | Großquint      | 10 2⁄3′ |
|            | Oktave         | 08′     |
|            | Gedackt        | 08′     |
|            | Gemshorn       | 04′     |
|            | Rohrpfeife     | 02′     |
|            | Rauschbass V   | 5 1⁄3′  |
|            | Choralbass III | 04′     |
|            | Posaune        | 16′     |
|            | Trompetbass    | 08′     |

### Chororgel
Die Chororgel des  Orgelbauers Georg Holländer, Feuchtwangen, stammt aus dem Jahr 1957.  Sie wurde 2011 durch den Orgelbauer Benedikt Friedrich, Oberasbach, erweitert und umgebaut.

#### Disposition
| Manual C–g3 |                 |       |
|             | Gedeckt (D/B)   | 8′    |
|             | Prinzipal (D/B) | 4′    |
|             | Blockflöte      | 4′    |
|             | Quinte (D/B)    | 2 ⁄3′ |
|             | Gemshorn (D/B)  | 2′    |

| Pedal C–f1 |        |     |
|            | Subbaß | 16′ |

- Koppeln: Man/P